# Budy-Mikołajka
Budy-Mikołajka – wieś w Polsce położona w województwie podlaskim, w powiecie łomżyńskim, w gminie Piątnica
| SIMC    | Nazwa  | Rodzaj    |
| ------- | ------ | --------- |
| 0403442 | Korpel | część wsi |

Wierni kościoła rzymskokatolickiego należą do parafii Parafia św. Stanisława Biskupa i Męczennika w Dobrzyjałowie.

## Historia
W latach 1921–1939 wieś leżała w województwie białostockim, w powiecie kolneńskim (od 1932 w powiecie łomżyńskim), w gminie Rogienice.
Według Powszechnego Spisu Ludności z 1921 roku wieś zamieszkiwało 71 osób w 7 budynkach mieszkalnych. Miejscowość należała do parafii rzymskokatolickiej w m. Nowogród. Podlegała pod Sąd Grodzki w Stawiskach i Okręgowy w Łomży; właściwy urząd pocztowy mieścił się w m. Mały Płock.
W latach 1975–1998 miejscowość należała administracyjnie do województwa łomżyńskiego.